# 国立サッカー博物館
国立サッカー博物館 (National Football Museum) は、イングランド、マンチェスターのアービス内に位置し、イングランドのサッカーを専門とする博物館である。

## 概要
もともとは旧ウェンブリー・スタジアム内にあった施設を2001年にプレストンのディープデイルに設置。2004年にはFIFAのゼップ・ブラッター会長が訪問し、絶賛した。2010年に閉鎖し、2012年に現在地に移転した。館長は66年のワールドカップの優勝メンバーであるサー・ボビー・チャールトン。

## 主な展示物
- 1863年作成サッカー競技規則の原本
- 1872年初の国際試合イングランドVSスコットランドのユニフォームとキャップ
- 1930 FIFAワールドカップ・決勝ボール
- 1966 FIFAワールドカップ・決勝ボール
- 1966 FIFAワールドカップで優勝したイングランドのジュール・リメ杯レプリカトロフィー

その他FIFA、フットボール・アソシエーション、フットボールリーグ、スタンリー・マシューズ、リトルウッズなどの貴重な展示物も展示されている。